# Barranco de la Horteta

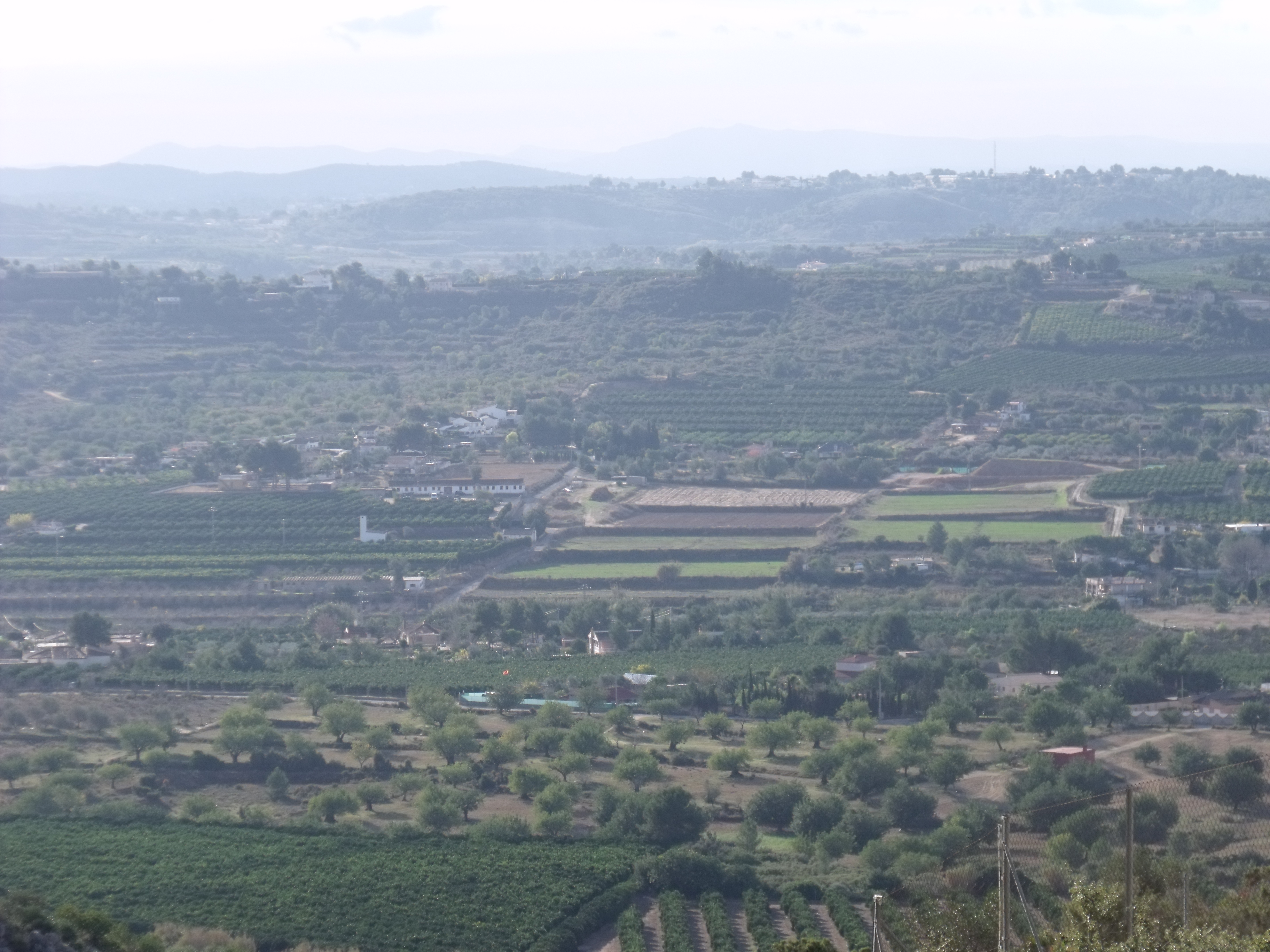
Valle del barranco de la Horteta desde la sierra Perenchiza.

El barranco de la Horteta es un curso de agua estacional de la provincia de Valencia, afluente del barranco del Poyo.

## Situación
Según las fuentes, nace a 340 m s. n. m. en el sudeste del término de Godelleta o a 320 m s. n. m. en el término de Turís. Esta segunda versión toma como origen el barranco de Cortichelles.
Su superficie de drenaje es de 74 km² hasta el pantano de Torrente. Rodea la sierra Perenchiza por su parte meridional. Sus afluentes principales son los barrancos de Giles y de Cañas. Su curso recorre los términos de Godelleta y de Torrente, donde desemboca por la derecha en el barranco del Poyo.

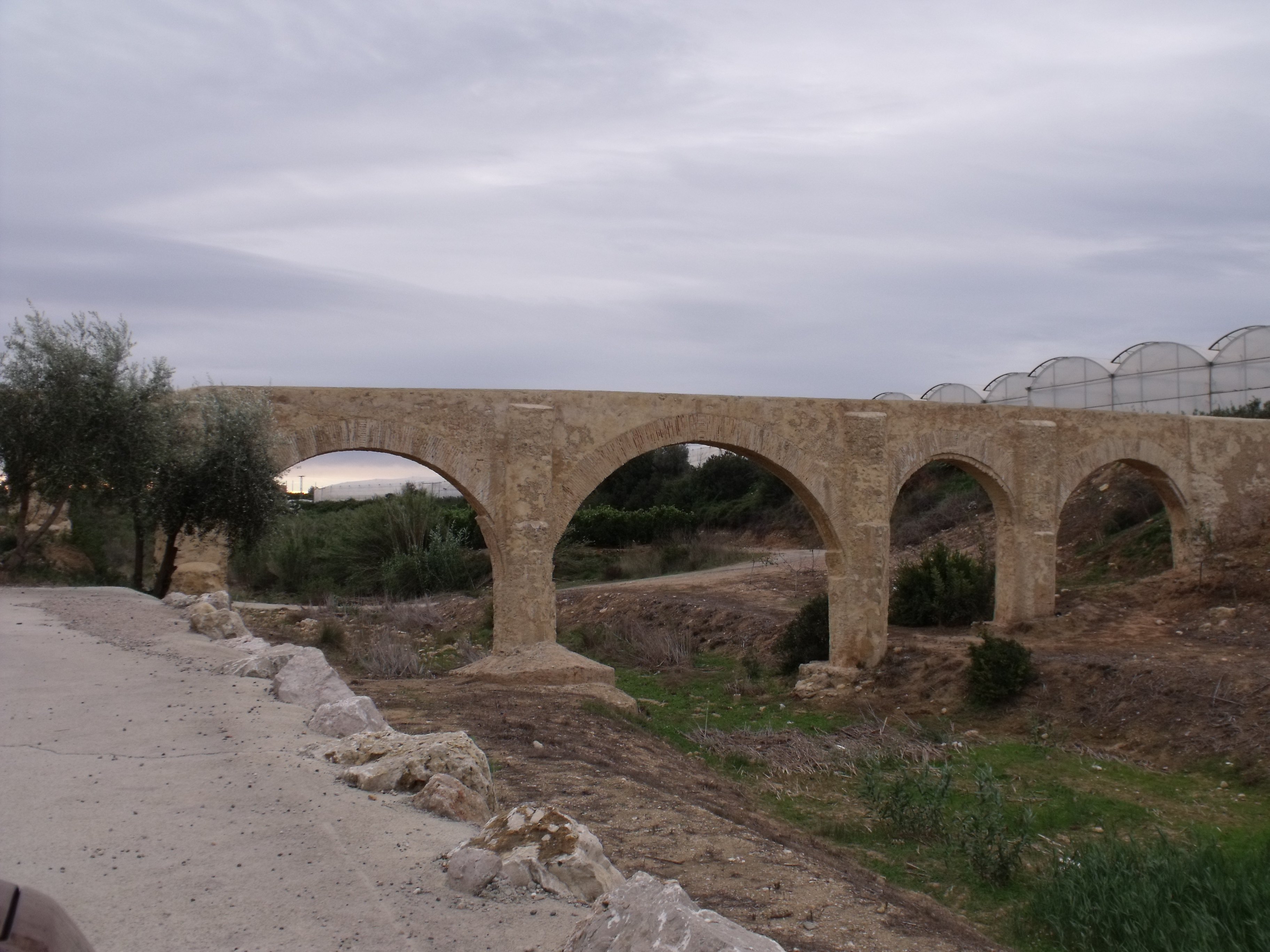
Acueducto dels Arquets de Baix, sobre el barranco de la Horteta.

## Uso humano
El barranco de la Horteta fue a lo largo de la historia una de las principales fuentes de suministro de agua para Torrente, tanto para el consumo de sus habitantes como para el riego. El aprovechamiento de sus aguas tiene sus antecedentes en los primeros asentamientos humanos documentados de la Edad del Bronce (el Puntal de l’Albaida, les Garravaques y la Llometa de l’Espart) y de época ibérica (la Lloma del Clot del Bailón). El regadío de la Horteta y la acequia de les Fonts propiamente dicho se origina con los primeros asentamientos romanos de la Masía del Juez, de los siglos primero a cuarto de nuestra era, y de San Gregorio.

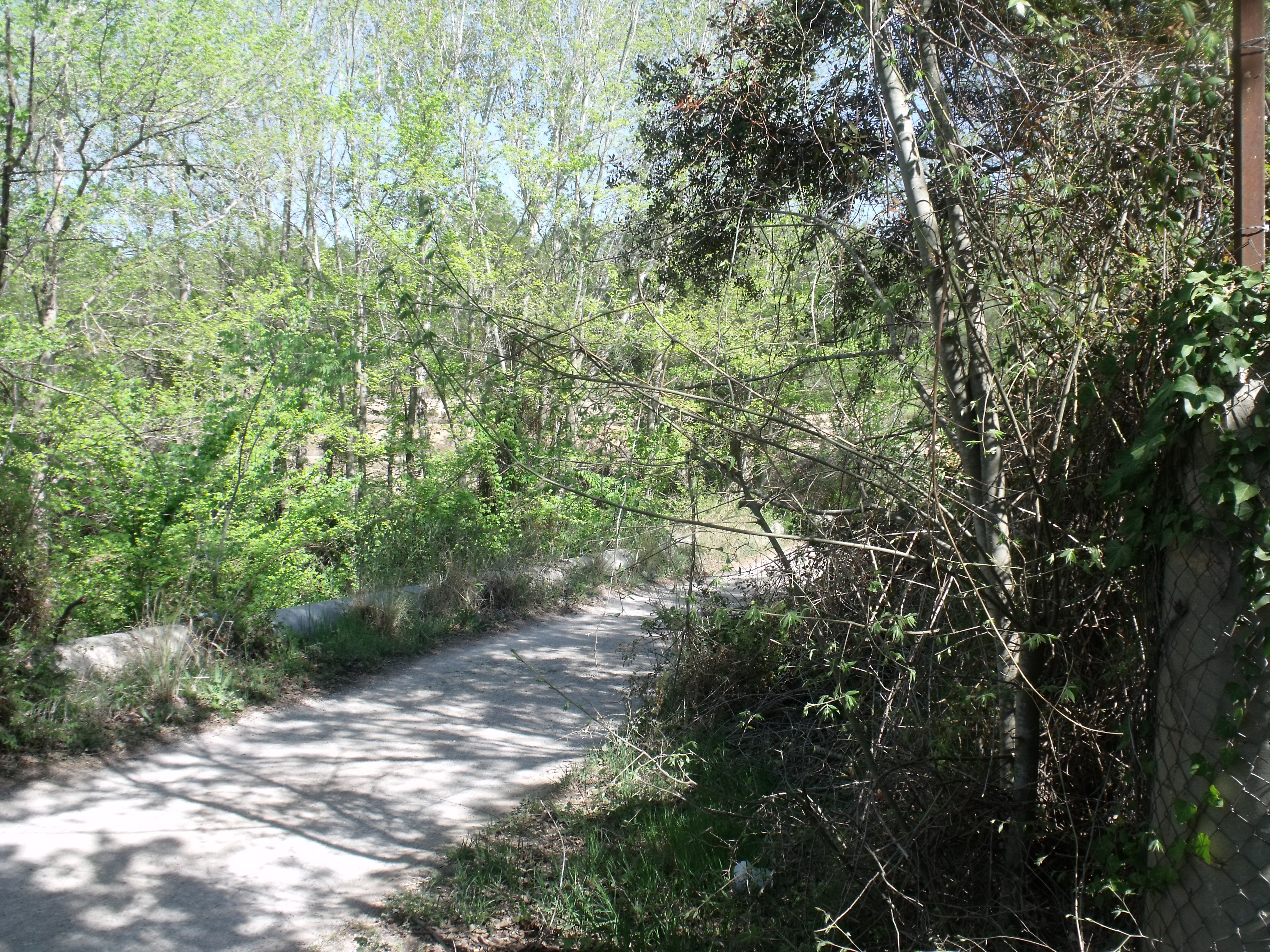
El barranco de Cortichelles es, según la versión que se adopte, el origen o el principal afluente del barranco de la Horteta.

La red de regadío del barranco de la Horteta tenía una longitud de 21 km y se estructuraba en dos sistemas, el primero formado por dos subsistemas que cubrían las tierras agrícolas de la Horteta de Dalt y de Baix (de Arriba y de Abajo, respectivamente), y un segundo denominado Séquia de les Fonts (acequia de las Fuentes). Este milenario sistema de riegos continuó en funcionamiento hasta los años 1970, cuando la sobreexplotación de los acuíferos por el uso de motores de elevación produjo un descenso del nivel freático que hizo que las fuentes que daban nombre a parte del sistema quedaran sin suministro. Sin embargo se conservan la red de presas, balsas y acequias. Es de señalar que en la Edad Media gran parte del territorio suministrado por esta red pertenecía a la Baronía de Chiva, pasando a formar parte del término de Torrente por la Real Orden de 26 de marzo de 1867.

## Reserva de fauna
La orden de 23 de noviembre de 2006 de la Consejería de Territorio y Vivienda de la Generalidad Valenciana declaró la Reserva de fauna del Barranc de l'Horteta. Los límites de la reserva coinciden exactamente con los del dominio público del barranco, desde aguas arriba de la confluencia del barranco de la Bota hasta la Carrasquera. Comprende una superficie de 11,342 ha. Las especies prioritarias el Unio elongatulus y el Anodonta cygnea, ambas conocidas localmente como petxinots.